# Askersby
Askersby is een plaats in de gemeente Örebro in het landschap Närke en de provincie Örebro län in Zweden. De plaats heeft 251 inwoners (2005) en een oppervlakte van 53 hectare. De plaats ligt iets ten zuiden van het Hjälmarmeer.
De plaats ligt op drie kilometer van ten westen van Odensbacken en circa twee kilometer ten zuiden van de rivier Kvismare kanal.

## Verkeer en vervoer
Bij de plaats loopt de Riksväg 52.